# Bonifacio Iráizoz Unciti
Bonifacio Iráizoz Unciti (Pamplona, 14 de mayo de 1883 – ibid., 7 de marzo de 1951) fue un compositor, organista y profesor de música navarro.

## Biografía
Hijo de Pío Iráizoz y Prudencia Unciti, los cuales tenían en la calle San Saturnino de Pamplona una fábrica de chocolates. 
Desde pequeño su talento para la música era claro. Bonifacio se formó en piano y órgano con el organista de la parroquia de San Saturnino de Pamplona, Martín Dendariarena, y en armonía y composición con el director de la Academia Municipal de Música de Pamplona y organista de San Juan Bautista, Joaquín Maya. Con tan solo diecisiete años, Bonifacio hacía algunas sustituciones de sus profesores, cuando estos se encontraban ausentes o enfermos. Ingresó en el Seminario de Pamplona, pero sin llegar a ordenarse como sacerdote.
Se casó en 1913, con una mujer de Cervera del Río Alhama, María Rosario Francés Marín. Tuvieron dos hijos y tres hijas, aunque no tuvieron una vida muy larga, puesto que tres de los cinco fallecieron muy jóvenes: Francisca, religiosa de la Orden de las Adoratrices (sus dos hermanas también lo eran); Jesús, a los quince años de edad; y Pío en 1991, el cual había sido sacerdote de la Catedral de Pamplona y fue un buen músico. Francisca hizo sus primeros votos como religiosa en Madrid, y Bonifacio llevó un Tota Pulcra para que le cantasen sus compañeras; compuso un Te Deum para la primera misa de su hijo Pío, pero no la llegaron interpretar, por lo que se hizo en los votos perpetuos de su hija Prudencia.
Entre 1902 y 1926 estuvo de organista en la Asociación de Hijas de María y Apostolado de la Oración; y entre 1908 y 1923 en la iglesia de los Padres Corazonistas, también como organista. Consiguió, mediante oposición, el cargo de organista de la parroquia de San Saturnino, en la que estuvo desde 1911 hasta que se jubiló en 1950. 
Fue un intérprete espléndido, sabía adaptar y adecuar perfectamente la interpretación del instrumento ya fuese acompañando al canto popular o al canto gregoriano, y a la capilla de música en la que se interpretaba. Puso en práctica el Motu Proprio de San Pío X e integró como vocal la Comisión Diocesana de Música Sagrada de la Diócesis de Pamplona.
Además de compositor y organista, Bonifacio Iráizoz fue profesor formando a futuros organistas, muchos de los cuales fueron grandes e importantes como Luis Belzunegui, Dimas Sotés, Antonio Jaunsaras, Jacinto Argaya y Pío Iráizoz, su hijo. 
Murió a causa de una bronconeumonía, consecuencia de una recaída de la gripe.

## Obras
Dejó una producción extensa de obras religiosas:  
- Motetes al Santísimo Sacramento y a la Santísima Virgen, tanto en latín como en castellano, a varios Santos, Oficios y Misas de Difuntos a varias voces, obras para órgano, etc.
- Destaca un Te Deum para tres voces iguales, órgano y orquesta, y una Salve.

Estas son algunas palabras de la revista Tesoro Sacro Musical sobre Bonifacio Iráizoz Unciti:
«Era de Pamplona. Destacadísimo como organista, armonista, compositor, profesor de música, restaurador de la música sagrada. Fue discípulo de armonía de D. Joaquín Maya, ejecutante impecable, acompañante escrupuloso, hábil, transportista e improvisador fuera de serie. ¡Quién hubiera dispuesto entonces de un magnetófono para haber cogido sus magníficas improvisaciones! Muchísimas son sus composiciones, todas de tipo religioso. (…)» 